# Marty Elkins
Marty Elkins (* um 1960 in Jersey City, New Jersey) ist eine US-amerikanische Jazzsängerin.

## Leben und Wirken
Elkins hörte im Kindesalter hauptsächlich die Rundfunkstationen in New York mit Soulmusik und Late-Night-R&B-Shows wie Jockos Rocket Ship. Während ihres Studiums erhielt sie eine Aufnahme von Ella Fitzgerald und Ellis Larkins; daraufhin begann sie, in Boston Jazz zu singen und hatte die Gelegenheit, mit dem Pianisten Dave McKenna aufzutreten. Sie kam in den frühen 1980er-Jahren nach New York City und trat mit Max Kaminskys Band im Jazzclub Jimmy Ryan’s auf, einem beliebten Veranstaltungsort für traditionellen Jazz und dem letzten überlebenden Jazzclub in der 52. Straße. 1988 nahm Elkins – begleitet von McKenna – ihr Debütalbum In Another Life auf, das 2009 bei Nagel-Heyer Records erschien. Darauf interpretierte sie Standards wie „Willow Weep for Me“,  „Do You Know What It Means to Miss New Orleans“, „Summertime“ und „I Let a Song Go Out of My Heart“. Von Zeit zu Zeit trat sie auch in Europa auf. 2018 legte sie ihr viertes Album Fat Daddy vor, auf dem sie u. a. von Jon-Erik Kellso, Joel Diamond, Steve Ash und James Chirillo begleitet wurde. Darauf sang sie Material aus dem Repertoire von Ella Fitzgerald und Billie Holiday wie „I Cover the Waterfront“, „My Old Flame“ und „You Turned the Tables on Me“.

## Diskographische Hinweise
- Fuse Blues (Nagel-Heyer, 2000), mit Herb Pomeroy, Houston Person, Tardo Hammer, Greg Skaff, Dennis Irwin, Mark Taylor
- Walkin’ by the River (Nagel-Heyer, 2016), mit Jon-Erik Kellso, Joel Diamond, Steve Ash, Howard Alden, Lee Hudson, Taro Okamoto